# Týniště nad Orlicí (nádraží)
Týniště nad Orlicí je železniční stanice v severní části stejnojmenného města v okrese Rychnov nad Kněžnou v Královéhradeckém kraji na řece Orlici. Leží na tratích Velký Osek – Choceň, Týniště nad Orlicí – Letohrad a Týniště nad Orlicí – Meziměstí.

## Historie
První nádražní budovu nechala v Týništi vystavět společnost Rakouská severozápadní dráha při budování trati z Hradce Králové do Lichkova k hranicím s dnešním Polskem, otevřena byla 14. ledna 1874. Druhá budova zde vyrostla o rok a půl později pro obsluhu procházející tratě z Chocně do Meziměstí na hranice s tehdejším Pruskem patřící Rakouské společnosti státní dráhy. Je zcela přizpůsobena vzhledu starší budovy, tvoří její zrcadlovou kopii blíže k hradeckému zhlaví stanice. Disponovala vlastním kolejištěm na opačné straně již existující trati. Nádraží byla sjednocena při zestátnění všech železnic v Rakousku-Uhersku v roce 1908 pod Císařsko-královské státní dráhy. Posléze bylo kolejiště původně vybudované Rakouskou společností státní dráhy odstraněno a mezi budovami vznikla zastřešená prosklená čekárna, odstraněná při modernizaci r. 2015.
15. prosince 1965 spustily Československé státní dráhy v úseku mezi stanicí Hradec Králové-Slezské Předměstí a Týništěm nad Orlicí provoz po elektrické trakci o napětí 3 kV stejnosměrného proudu. 
V letech 2014–2015 podstoupila stanice Týniště nad Orlicí rekonstrukci výpravní budovy a kolejiště, vznikla zde dvě ostrovní nástupiště s podchody a výtahy pro bezbariérový přístup cestujících. K obsluze osobní dopravy slouží pouze jedna, starší ze staničních budov, ve druhé je dopravní kancelář a nocležny. Správa železnic počítá s modernizací a zdvoukolejněním traťového úseku Hradec Králové-Choceň na rychlost 140 km/h a také s elektrifikací a zdvoukolejněním trati do Solnice, která tvoří železniční spojení s průmyslovými areály u Kvasin.

## Služby
Ve stanici je čistá, vytápěná čekárna s pokladnou, kafematem, trafikou Relay, WC a půjčovna kol ČD Bike.
Parkoviště pro auta i bicykly je zcela dostatečné a zdarma.
Mezi budovami je zatravněné nádvoří s lavičkami.

## Zabezpečovací zařízení

###### Staniční
Stanice je zabezpečena elektromechanickým zabezpečovacím zařízením.

###### Traťové
Směry do Třebechovic, Borohrádku a Bolehoště jsou zabezpečeny telefonickým dorozumíváním. V úseku do Častolovic se nachází automatické hradlo Rašovice.
Zajímavostí je hláska Petrovice nad Orlicí v mezistaničním úseku Týniště - Třebechovice

## Budoucnost
V letech 2025-2028 se předpokládá modernizace a zdvoukolejnění trati Hradec Králové - Choceň. V jejím rámci bude zavedeno DOZ z CDP Praha. V Týništi bude postavena nová budova regionálního dispečerského pracoviště pro dálkové řízení provozu ve směrech Týniště - Broumov a Týniště - Letohrad. Zárodek tohoto pracoviště je nyní v Náchodě (řídí úsek Bohuslavice nad Metují (včetně) – Hronov (včetně)).[zdroj?]

## Externí odkazy

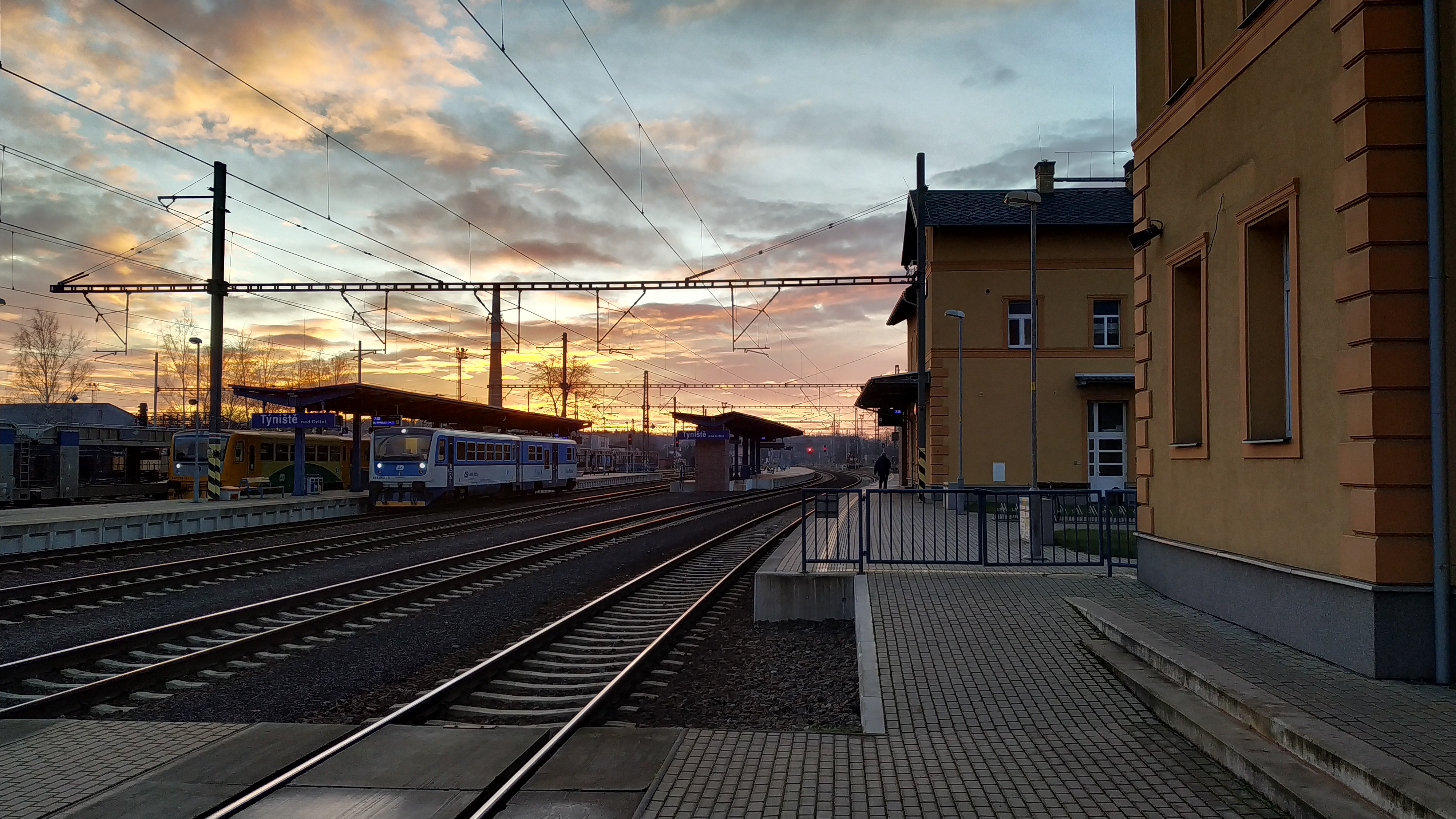
Stanice po rekonstrukci
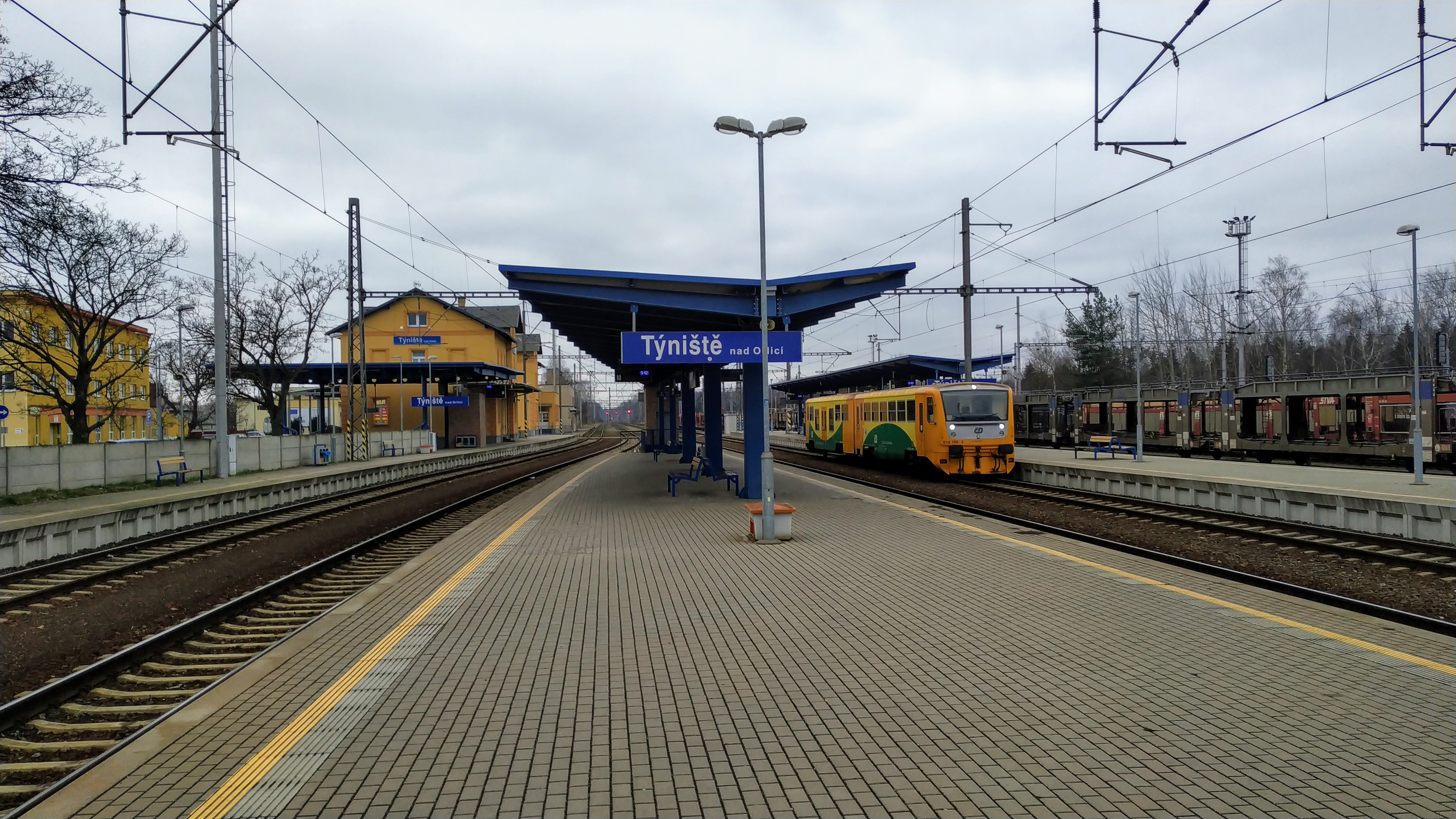
Stanice po rekonstrukci
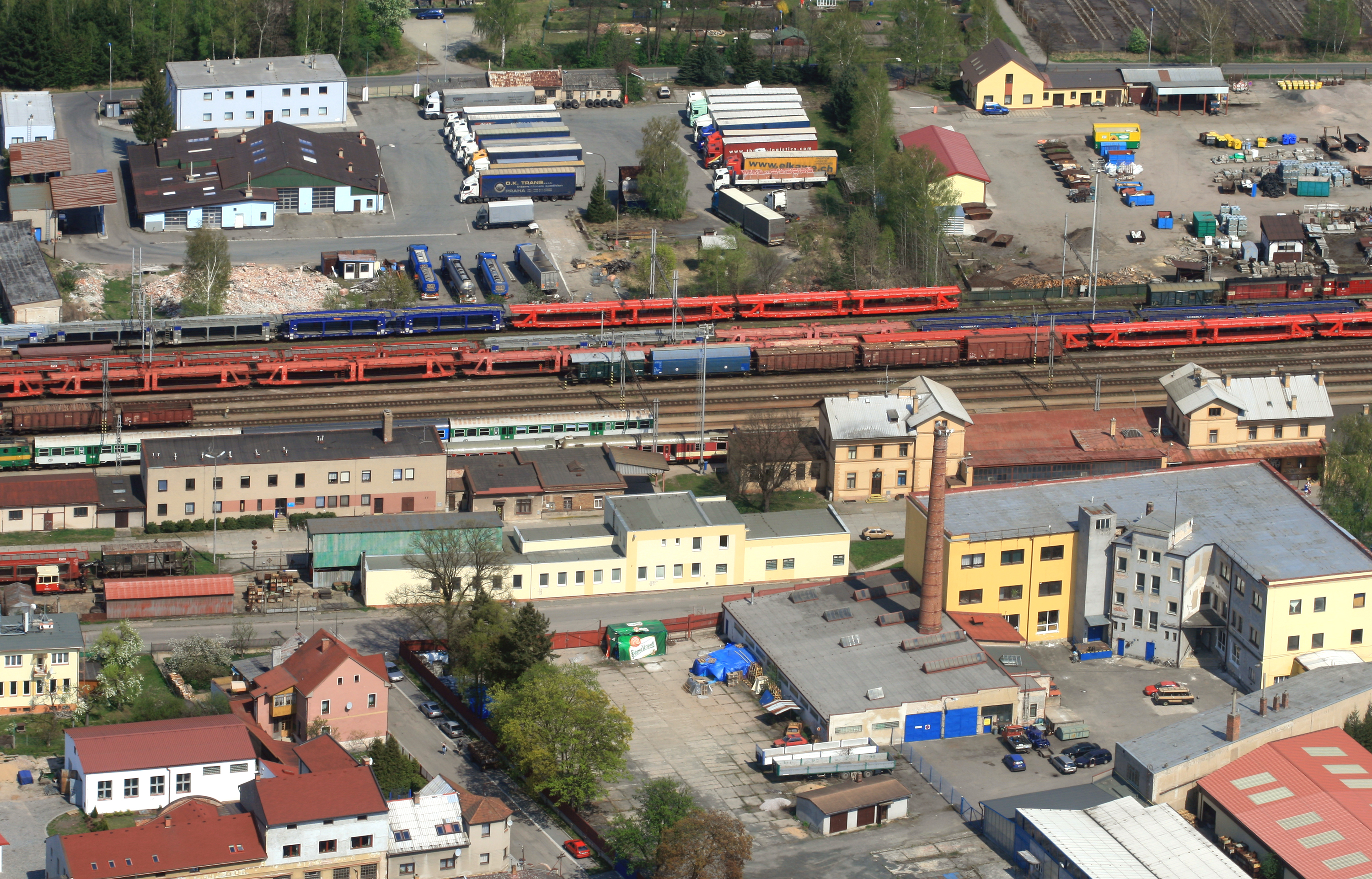